# Lay of Leithian
Das Lay of Leithian ist eines von zwei großen unvollendeten epischen Gedichten des englischen Schriftstellers J. R. R. Tolkien. Der komplette Titel lautet

“The Gest of Beren son of Barahir and Lúthien the Fay called Tinúviel the Nightingale or the Lay of Leithian Release From Bondage”

„Die Taten von Beren, Sohn des Barahir, und Lúthien der Elbin, genannt Tinúviel die Nachtigall, oder der Leich von Leithian, Befreiung aus den Fesseln“

## Titel
Das im Titel vorkommende Wort „Leithian“ ist ein elbisches Wort, das von Tolkien mit „Release from Bondage“, also „Befreiung aus den Fesseln“ übersetzt wurde. Außerdem hat es Ähnlichkeiten mit dem Wort Leithien (einmal auch Leithian), dem Namen von England in Tolkiens frühen Geschichten.

## Inhalt
Beren, ein sterblicher Mensch, betritt durch Zufall Doriath, ein Königreich der Elben. Dort verliebt er sich unsterblich in Lúthien, die Tochter des Elbenkönigs Thingol. Thingol ist jedoch gegen eine Verbindung seiner Tochter mit einem Menschen und stellt Beren eine fast unmögliche Aufgabe: Er soll ihm einen Silmaril bringen. Diese leuchtenden Edelsteine wurden von dem Elben Feanor gefertigt, dann aber von Morgoth, dem dunklen Herrscher und personifizierten Bösen, gestohlen und in seine Krone gesetzt. Erst wenn Beren einen dieser legendären Edelsteine beschafft, darf er Lúthien heiraten. Um zu verhindern, dass seine Tochter ihrem Geliebten folgt, lässt Thingol sie in ein Baumhaus sperren; sie kann jedoch nach einiger Zeit entkommen und macht sich auf die Suche nach Beren.
Dieser erreicht inzwischen die Festung des Elbenkönigs Felagund, der sich, um einen Eid zu erfüllen, den er einst Berens Vater Barahir geschworen hatte, mit einigem Gefolge Beren anschließt. Beren und Felagund geraten in einen Hinterhalt und werden von Morgoths Statthalter Thû gefangen genommen, einer Figur, die Tolkien später mit Sauron, dem personifizierten Bösen des Dritten Zeitalters seiner Fantasiewelt Mittelerde, identifizieren wird. Nach einem Duell zwischen Thû und Felagund, das mittels magischer Gesänge ausgetragen wird, wird die ganze Gemeinschaft ins Verlies geworfen. Dort soll ein Wolf einen nach dem anderen fressen, bis jemand das Ziel der Reise verrät.
Lúthien begegnet auf ihrer Suche nach Beren indessen den beiden Elbenprinzen und Söhnen Feanors Celegorm und Curufin, die von dem Jagdhund Huan begleitet werden. Sie nehmen Lúthien gefangen und wollen Felagund und Beren ihrem Schicksal überlassen, um sich Felagunds Königreich anzueignen. Doch Huan, der aus dem göttlichen Valinor stammt, verlässt seine Herren und befreit Lúthien. Zusammen erreichen die beiden die Festung Thûs, können den Zauberer mit vereinten Kräften überwinden und Beren befreien, doch für Berens Gefährten kommt jede Hilfe zu spät: Sie wurden von Thûs Wolf getötet. Als schließlich nur noch Felagund und Beren übrig geblieben waren, gelang es dem Elbenkönig, den Wolf mit bloßen Händen zu töten, doch auch er selbst starb nach diesem Kampf. Beren und Lúthien brechen nun nach Doriath auf. An der Grenze des Königreichs angekommen, will Beren sich von Lúthien trennen, um erneut seine Mission aufzunehmen, doch Lúthien besteht darauf, ihn zu begleiten. Die Entscheidung wird vertagt, als Celegorm und Curufin erneut auftauchen und angreifen. Sie werden jedoch mit Huans Hilfe in die Flucht geschlagen, aber ein Pfeil Celegorms verwundet Beren schwer – nur mit Hilfe ihrer Liebe und der elbischen Heilkunst kann Lúthien ihn retten. Während des Kampfes verlor Curufin jedoch das magische Zwergenmesser Angrist, welches Beren daraufhin an sich nimmt. Nach Berens Genesung beschließen sie, sich zusammen auf die gefahrvolle Reise in Morgoths Festung Angband zu begeben.
In Verkleidung erreichen sie ihr Ziel, doch das Tor zu Morgoths Hallen wird von Carcharoth, dem schrecklichsten aller Wölfe, bewacht. Lúthien gelingt es mit Hilfe elbischer Magie, den Wolf in Schlaf zu versetzen, so dass sie bis in den Thronsaal Morgoths vordringen können. Morgoth durchschaut die Verkleidung, aber Lúthien kann mit Gesang und Tanz sogar den dunklen Herren und mit ihm den ganzen Hofstaat einschläfern. Mit dem Zwergenmesser Angrist kann Beren ohne große Kraftanstrengung den Silmaril aus der Krone Morgoths herausschneiden, doch als er auch die beiden anderen Steine an sich nehmen will, bricht sein Messer, und die Klinge trifft Morgoth. Dieser beginnt zu erwachen, so dass Beren und Lúthien mit „nur“ einem Silmaril fliehen. Am Tor treffen sie jedoch auf den wieder erwachten Carcharoth. Beren streckt ihm den heiligen Edelstein entgegen und der Wolf beißt Berens Hand samt dem Stein ab. An dieser Stelle endet das „Lay“.
Aus anderen Prosafragmenten der Geschichte kann das Ende der Geschichte zumindest erahnt werden. Beren und Luthien erreichen Doriath, doch auf Thingols Aufforderung, den Stein zu zeigen, kann Beren nur seine leere Hand und den Armstumpf vorweisen. Thingols Bedingung („ein Silmaril in deiner Hand“) ist jedoch im buchstäblichen Sinne erfüllt, auch wenn die Hand selbst verloren ist. Thingol willigt in die Hochzeit ein. Carcharoth jedoch kann den brennenden Schmerz des heiligen Steins in seinen Eingeweiden nicht ertragen, er zieht plündernd und mordend durch Mittelerde. Also machen sich Thingols große Jäger auf den Weg, Huan an ihrer Seite, den Höllenhund zu erlegen. Mit vereinten Kräften gelingt ihnen das auch, auch wenn Beren und Huan dabei ihr Leben lassen. Anschließend schneiden sie die Hand samt dem Silmaril aus Carcharoths Eingeweiden. Thingol erhält den Stein, auf dem aber der Fluch seines Schöpfers Feanor liegt: Jener verpflichtet Feanors Söhne, jeden der Steine zurückzufordern. Thingol weist das Ansinnen ab, womit er letztlich seinen eigenen Untergang und den seines Königreiches einleitet. Beren aber wartet derweil in Mandos’ Hallen auf Luthien, die die Trauer über seinen Tod nicht überlebt und ihn dort aufsucht. Wieder gelingt es Luthien mit dem Zauber ihres Gesanges, einen der Valar zu betören: Dieses einzige Mal gestattet Mandos, dass zwei Gestorbene zurück nach Mittelerde gehen. Dort lebten Beren und Luthien als sterbliche Menschen, denn Luthien hatte das Schicksal der Menschen für sich gewählt und die Gabe der Elben, die Unsterblichkeit innerhalb Mittelerdes, abgelegt. Ihr Sohn Dior jedoch, der erste der Halbelben, wurde der Vater Elwings, der Mutter Elronds.

## Form
Das Lay of Leithian besteht aus über 4.200 jambischen vierhebigen Versen in Reimpaaren und ist in 14 Gesänge unterteilt.

## Werkgeschichte
Tolkien arbeitete insgesamt sechs Jahre lang am Lay of Leithian, bis er die Arbeit im September 1931 einstellte. Das Lay of Leithian existiert in zwei Textversionen:
- Text A, ein Manuskript, das auf die Rückseiten von Prüfungsblättern geschrieben ist und, untypisch für Tolkien, sporadische Datierungen aufweist, die vom 1. April 1928 bis zum 17. September 1931 reichen.
- Text B ist ein sauberer Schreibmaschinentext, und enthält verschiedene Veränderungen und Verbesserungen gegenüber Text A. Diesen Text übergab Tolkien 1929 seinem Freund C. S. Lewis zur Begutachtung. Lewis äußerte sich sehr positiv und verfasste einen ausführlichen Kommentar, viele seiner vorgeschlagenen Änderungen wurden von Tolkien übernommen.

1937 reichte dieser das Fragment zusammen mit einer Zusammenfassung der noch fehlenden Handlung und anderen Arbeiten beim Verlag George Allen & Unwin ein, der nach dem Überraschungserfolg des Kinderbuchs Der Hobbit nach weiteren Geschichten verlangte. Die Reaktion Stanley Unwins war jedoch vernichtend. In der Vermutung, in Tolkiens Zusammenfassung einen original keltischen Stoff vor sich zu haben, aus dem jemand versucht hatte, ein Gedicht zu machen, urteilte er: „die primitive Kraft ist verschwunden, die klaren Farben sind verschwunden“. Tolkien selbst, der auf Kritik häufig heftig reagierte, schrieb in einem Brief „trotz einiger virtuoser Passagen“ habe das Lay „tiefgehende Fehler“. Trotzdem kehrte Tolkien noch einmal zu seinem Gedicht zurück: Etwa im Jahr 1950 begann er eine Überarbeitung, die sich bald zu einem komplett neuen Gedicht entwickelte, das jedoch auch nicht über das Stadium eines Fragmentes von einigen 100 Zeilen hinauskam.
Christopher Tolkien veröffentlichte Teile der Geschichte, vor allem aber die Prosafassungen, in seinen postum herausgegebenen Sammlungen, vor allem im Silmarillion, den Nachrichten aus Mittelerde oder in Beren und Lúthien.

## Hintergrund
In Tolkiens Werken wird das Lay of Leithian mehrmals als „das berühmteste und zweitlängste Lied unter den Heldenliedern des Ersten Zeitalters“ bezeichnet. (Das Längste sei das Lied von den Kindern Hurins gewesen.)
Es war in vielen Versionen und Kurzfassungen verbreitet; eine dieser Versionen sang Aragorn den Hobbits im Lager unter der Wetterspitze vor. (Der Herr der Ringe: Die Gefährten)

## Einordnung des Werkes

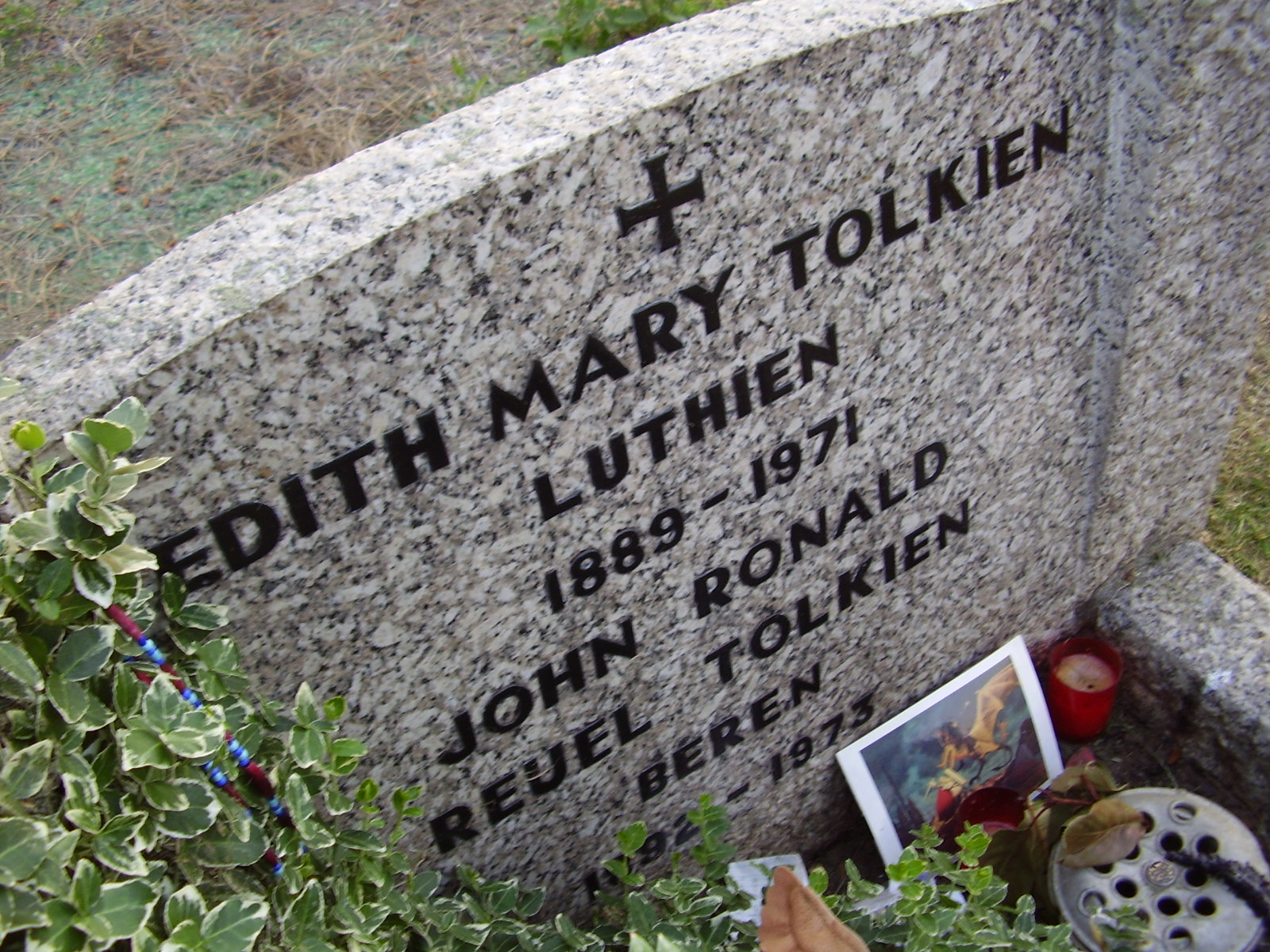
Das Grab von Edith und John Ronald Reuel Tolkien in Oxford

Die Geschichte von Beren und Lúthien hat deutliche autobiographische Züge, zum einen in der Beschreibung der tänzerischen und musischen Begabungen von Tolkiens Frau Edith, zum anderen was die Überwindung von Hindernissen zwischen den beiden Liebenden angeht. Tolkien wurde von seinem Vormund zunächst der Kontakt mit Edith verboten, was eine langjährige Trennungszeit zur Folge hatte. In der Geschichte von Beren und Lúthien stellt Tolkien die große Liebe zwischen ihm und seiner Frau Edith dar. Vor allem die Szene, in der Beren zum ersten Mal Lúthien – tanzend auf einer Lichtung im Wald – erblickt, hat stark persönliche Bezüge.
Auf dem Grabstein von J. R. R. Tolkien und seiner Frau Edith befindet sich unter den Namen jeweils die Inschrift Beren bzw. Lúthien.

## Weitere Epen aus dem Ersten Zeitalter
- Die Kinder Húrins
- Von Tuor und dem Fall von Gondolin